# Gasconade (rivière)
Pour les articles homonymes, voir Gasconade.
La rivière Gasconade, (anglais : Gasconade River), est un cours d'eau qui coule dans le centre de l'État du Missouri. Elle est un affluent de la rivière Missouri et contribue au bassin fluvial du fleuve Mississippi.

## Géographie
D'une longueur de 450 km, la rivière prend sa source dans le massif montagneux des monts Ozarks près de la ville de Hartville dans le comté de Wright. Le cours d'eau s'écoule vers le Nord et traverse plusieurs comtés : Comté de Laclede, comté de Pulaski, comté de Phelps, comté de Maries, comté d'Osage et enfin le comté de Gasconade dans lequel la rivière Gasconade se jette dans le Missouri en passant le long de la ville de Gasconade située à la confluence des deux cours d'eau.

## Histoire
La rivière Gasconade fut dénommée ainsi par des colons et trappeurs français venus de la région de Gascogne en France qui arpentèrent la région à l'époque de la Louisiane française. Le terme de "gasconade" désigne la façon de vivre et de se vanter dans la tradition gasconne.